# 장기 (조위)
장기(張旣, ? ~ 223년)는 중국 후한 말 ~ 삼국시대 위(魏)나라의 장수이자 정치가로, 자는 덕용(德容)이며 사례(司隷) 풍익군(馮翊郡) 고릉현(高陵縣) 사람이다.

## 생애
장집(張緝)의 아버지이며, 애제(哀帝)의 부인 장황후(張皇后)의 할아버지였다.
202년, 원소(袁紹)가 죽은 후, 원상(袁尙)은 여양(黎陽)에서 조조(曹操)의 공격을 굳게 지키는 한편 하동태수(河東太守) 곽원(郭援)과 병주자사(幷州刺史) 고간(高幹)과 남흉노의 선우(單于)인 호주천(呼廚泉)에게 평양(平陽)을 공격하게 하였으며, 관중(關中) 지방의 군벌들과 연합하려 하였다. 이에 장기는 사례교위(司隷校尉) 종요(鍾繇)의 명으로 관중의 유력자인 마등(馬騰)을 설득하였고, 마등은 자신의 아들인 마초(馬超)와 방덕(龐德)에게 1만 군사를 주고 조조를 돕게 하였다. 종요는 파견된 원군으로 곽원을 죽였고, 호주천을 조조군에 항복시켰다.
206년, 고간이 반기를 들고 하동(河東)의 관리인 위고(衛固)와 내통하자, 조조는 장기를 의랑(議郞)으로 임명하여 종요와 함께 공격하게 하였다. 장기는 마등을 다시 합류시켰고, 위고를 무찌른 뒤 고간을 형주(荊州)로 달아나게 하였다. 이러한 공적을 세워, 장기는 무시정후(武始亭侯)에 봉해졌다.
211년, 마초와 관중 지방의 군벌들이 조조에게 반기를 들었다. 장기는 조조의 명령을 받아 화음(華陰)에서 마초를 무찌르고, 관우(關右)를 평정하여 경조윤(京兆尹)으로 승진하였다. 이후 달아난 유민들을 불러 모아 진정시켜 현(縣)과 읍(邑)을 추스렸다.
이후 상서(尙書) · 옹주자사(雍州刺史)를 역임하였고, 양주(涼州)에서 이건기첩(伊健妓妾)과 치원다(治元多) 등이 반란을 일으키자 양주자사(涼州刺史)가 되어 이민족들을 토벌하고 서향후(西鄕侯)에 봉해졌다.
황초(黄初) 4년(223년)에 숨을 거두었다.

## 가계

### 관련 인물
장집　장황후

## 같이 보기
- 삼국지 인물 목록